# Cost per Lead
Cost per Lead (CPL) bzw. Kontaktvergütung ist eine Abrechnungsmethode im E-Commerce (E-Marketing). Dabei wird der Werbepartner zumeist auf Basis von gewonnenen Kontaktadressen (Leads) vergütet. Diese Vergütungsart wird häufig in Bereichen angewandt, in denen eine Vergütung auf Basis eines direkten Einkaufs von Produkten nicht durchgeführt werden kann. In der Praxis können dies zum Beispiel Beratungsgesprächsanfragen bei Versicherungsmaklern, Katalogbestellungen oder E-Mailadressgewinnungen für Newsletter sein. 

## Weitere Abrechnungsmethoden
- Cost per order (CPO)
- Tausend-Kontakt-Preis (CPM, TKP)
- Pay per Click (CPC, PPC)